# Оптужена (филм из 1988)
Оптужена (енгл. The Accused)  је филмска драма из 1988. коју је режирао Џонатан Каплан. Главне улоге играју: Кели Макгилис и Џоди Фостер.

## Радња
Јунакиња овог филма, Сара Тобајас, исприча своју страшну причу тужиоцу Кетрин Марфи. Сару су немилосрдно силовала тројица мушкараца у бару. И иако је било двадесетак сведока силовања, злочинци су осуђени на кратке казне за хулиганство.
Ова одлука суда заснована је на закључку истраге у којој је наведено да је сама Сара изазивала оптужене на насиље. На захтев девојке, Марфи почиње да поново истражује околности овог чудног случаја. Сада тужилац мора да сазна: шта се заиста догодило те страшне вечери у бару? И сазнавши, да докаже кривицу силоватеља.

## Улоге
| Глумац              | Улога                                  |
| ------------------- | -------------------------------------- |
| Кели Макгилис       | помоћник окружног тужиоца Кетрин Мерфи |
| Џоди Фостер         | Сара Тобајас                           |
| Берни Колсон        | Кенет Џојс                             |
| Лио Роси            | Клиф „Шкорпион“ Албрект                |
| Ен Херн             | Сали Фрејзер                           |
| Кармен Арџензијано  | окружни тужилац Пол Рудолф             |
| Стив Антин          | Боб Џојнер                             |
| Том О`Брајан        | Лари                                   |
| Питер ван Норден    | заступник Полсен                       |
| Тери Дејвид Малиган | поручник Данкан                        |
| Вуди Браун          | Дени                                   |
| Скот Полин          | заступник Бен Вејнрајт                 |

## Награде и номинације
- БАФТА награда за најбољу глумицу у главној улози (Џоди Фостер) style="background:#F99;vertical-align:middle;text-align:center;" class="table-no"|Не
- Оскар за најбољу главну глумицу (Џоди Фостер) style="background:#9F9;vertical-align:middle;text-align:center;" class="table-yes"|Да
- Златни глобус за најбољу главну глумицу у играном филму (драма) (Џоди Фостер) style="background:#9F9;vertical-align:middle;text-align:center;" class="table-yes"|Да